# Národní opera Bukurešť
Národní opera Bukurešť (rumunsky: Opera Națională București) je operní dům v rumunském hlavním městě Bukurešti. Je jednou ze čtyř národních operních a baletních společností v Rumunsku. V roce 1877 nařízení rumunské vlády stanovilo vytvoření operního souboru pod záštitou Rumunského národního divadla. 8. května 1885 měla Compania Opera Română (Rumunská operní společnost) své první představení. Rumunský skladatel, dirigent, zpěvák a pedagog George Stephănescu (1843-1925) byl zakládajícím ředitelem této společnosti. V roce 1921 byla společnost formálně znovuzaložena jako státní instituce. Byla částečně financovaná vládou, částečně soukromými osobami. V roce 1953 bylo postaveno nové divadlo pro dva mezinárodní festivaly, které se konaly v červenci a srpnu 1953 v Bukurešti: Třetí světový kongres mládeže a Světový festival mládeže a studentstva. Po jejich skončení byla budova s kapacitou 952 míst, navržená Octavem Doicescuem a Paraschiva Iubuem, předána národní opeře a baletu. První operní představení v nové budově se konalo 9. ledna 1954, šlo o Čajkovského Pikovou dámu. Dalšího dne se zde konalo první baletní představení, Coppélia. Budova národní opery je uvedena v Národním registru historických památek.